# Galeosoma
Galeosoma là một chi nhện trong họ Idiopidae.